# Pavement en mosaïque
Pour les articles homonymes, voir Pavement et Mosaïque.

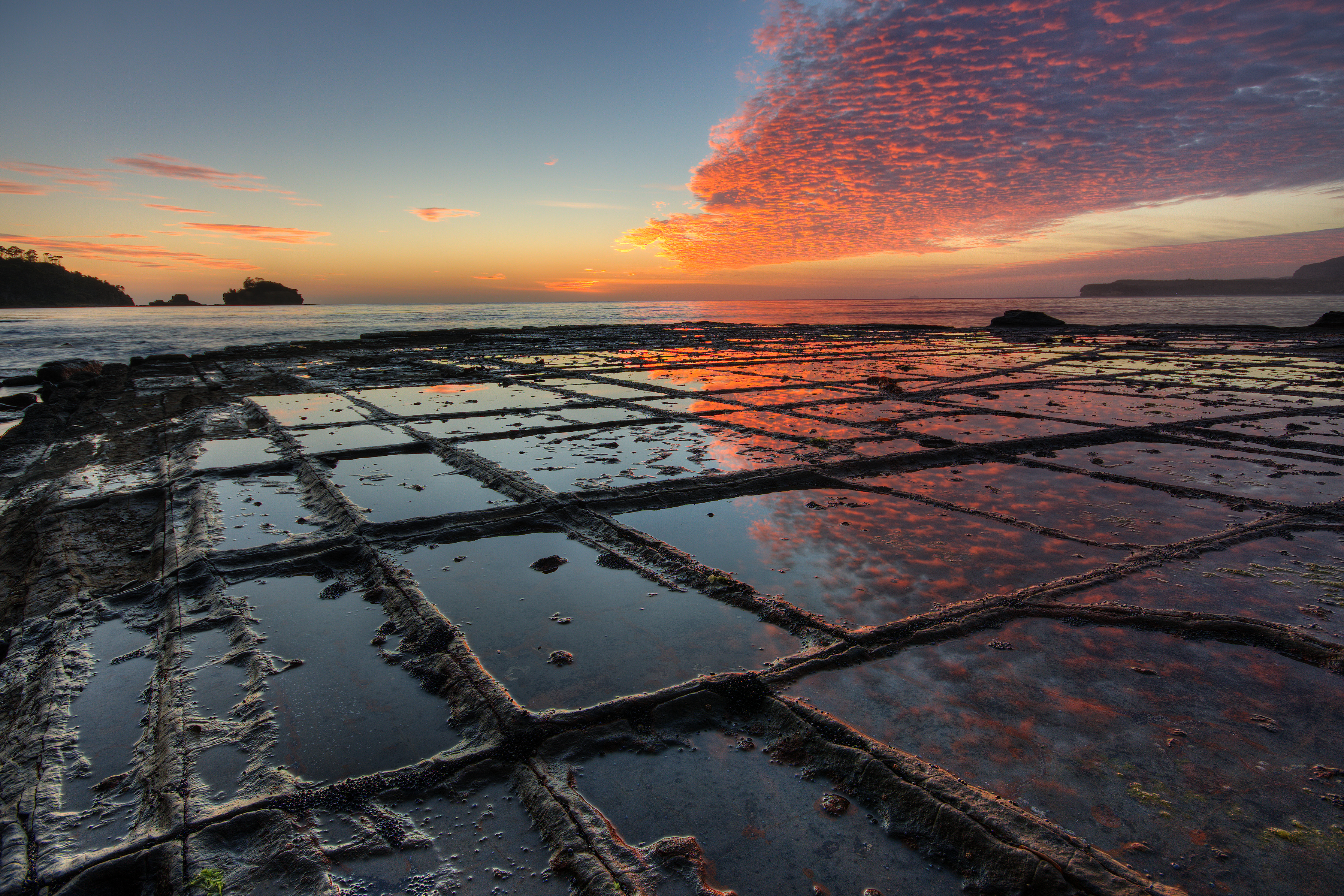
Tessellated Pavement en Tasmanie, un exemple de pavement en mosaïque.

Un pavement en mosaïque, ou chaussée en mosaïque, est une formation rocheuse à l'affleurement, qui présente l'aspect d'un pavement naturel. Ces motifs mettent en évidence la fracturation régulière résultant de la combinaison de certaines contraintes structurales et des caractéristiques physico-chimiques de la roche, puis mise au jour par érosion différentielle.
Les orgues basaltiques comme la chaussée des Géants en Irlande du Nord, Tessellated Pavement en Tasmanie ou encore la route de Bimini aux Bahamas sont des exemples de pavements en mosaïque.
Poll na bPéist en Irlande forme un pavement en mosaïque particulier puisqu'il constitue en quelque sorte un négatif.